# Скрипка Семен Іванович
Семе́н Іва́нович Скри́пка (нар. 16 квітня 1896 с. Бережівка, Ічнянський район, Чернігівська область — пом. 1945, Німеччина) — український військовий діяч, підполковник Армії УНР.

## Життєпис
Народився у с. Бережівці, нині Ічнянський район Чернігівської обл. Закінчив 3-тю Київську гімназію, Київське військове училище (1 вересня 1915). Останнє звання у російській армії — поручик.
У 1918 році став старшиною штабу 2-го Запорізького полку Окремої Запорізької дивізії Армії УНР, згодом — Армії Української Держави, а з 1919 року — командиром окремої сотні, сформованої з жителів с. Глодоси Херсонської губернії і включеної до складу 16-го Запорізького полку ім. П. Дорошенка Дієвої армії УНР. Був важко поранений.
У 1920—1921 роках Семен Скрипка був старшиною для доручень демобілізаційного відділу Військового міністерства УНР, згодом став начальником інспекторського відділу штабу 1-ї Запорізької дивізії Армії УНР.
У 1920—30-х роках він мешкав на еміграції в Польщі. Член Управи Українського військово-історичного товариства у Польщі.
Помер у Західній Німеччині у таборі для переміщених осіб.

## Вшанування пам'яті
18 травня 2018 року у селі Бережівка Чернігівської області було встановлено меморіальну дошку на честь Семена Скрипки та його брата, хорунжого Армії УНР Івана Скрипки. 